# Meridian Audio
Meridian Audio, Ltd. ist ein in Großbritannien ansässiger Hersteller von Unterhaltungselektronik.
Das Unternehmen wurde 1977 von Bob Stuart und Allen Boothroyd in Huntingdon gegründet. Stuart brachte Fachwissen aus den Bereichen Psychoakustik und Elektrotechnik ein, Boothroyd aus den Bereichen Maschinenbau und Industriedesign. Boothroyd hat u. a. einige Produkte von Acorn entworfen.
Die Produkte werden von Audiophilen und im Design- bzw. Lifestyle-Bereich aber auch im Heimkino-Bereich geschätzt. Bemerkenswert sind auch die Auszeichnungen die das Unternehmen für seine Produkte bekommen hat (s. Website).
1984 baute Meridian den weltweit ersten audiophilen CD-Spieler und 1986 die erste getrennte Laufwerks/Wandler-Kombination. Inzwischen hat das Unternehmen mehr als 50 wichtige Auszeichnungen der Industrie für seine CD-Spieler bekommen. Für den CD-Spieler 800 Reference wurde von dem (im anglo-amerikanischen Raum) renommierten Magazin Stereophile als neue höchste Wertung A+ eingeführt.
Ein weiteres Geschäftsfeld ist die Entwicklung von Software. So wurde z. B. Meridian Lossless Packing (ein verlustfreier Kompressionsalgorithmus für digitale Tonaufzeichnungen) zusammen mit Partnern entwickelt.